# 오정해
오정해(吳貞孩, 1971년 10월 23일~)는 대한민국의 국악인, 한국음악학자이자 방송인이다. 전라남도 목포 출생.

## 소속
- 동아방송예술대학교 공연예술계열 연희연기전공 교수
- 前 전주우석대학교 국악학과 겸임교수

## 생애
신장은 162cm이고 체중은 43kg. 중앙대학교 한국음악과에서 판소리를 전공하여 학사 및 석사 학위를 취득했다. 이 후, 원광대학교 일반 대학원 불교학과에서 철학박사 학위를 취득하였다.
판소리 명창 김소희의 직계 제자로 1987년 동아국악콩쿠르 학생부 은상을 수상했다. 1992년 "미스 춘향 선발 대회"에서 진으로 선발되어 영화감독 임권택 눈에 띄어 영화 《서편제》에 소리꾼 송화 역으로 영화 배우로 데뷔했다. 이후 창극 배우와 뮤지컬 배우로도 활동하였다.

## 결혼과 직계 가족 관계
1997년 4월 27일에 이후 청와대 정책기획수석실에서 최연소 행정관으로 재직하기도 하였으며, 중국 음식점을 열어서 사업가로 변신한 김운형(현재 블루문 엔터테인먼트 이사장)과 결혼해 슬하에 아들 김영현 군이 있다.

## 학력
- 목포산정국민학교 (졸업)
- 목포정명여자중학교 (졸업)
- 서울국악예술고등학교 국악과 (졸업)
- 중앙대학교 한국음악학과 (현 전통예술학부) (졸업)
- 중앙대학교 예술대학원 국악예술학과 (졸업)
- 원광대학교 대학원 불교학과 종양예술전공 (졸업)

## 출연작

### 영화
- 1993년: 《서편제》 - 송화 역
- 1994년: 《태백산맥》 - 소화 역
- 1996년: 《축제》 - 이용순 역
- 2007년: 《천년학》 - 송화 역
- 2009년: 《하늘과 바다》 - 민 선생 역(우정출연)

### 창극
- 1995년: 《심청이의 한》

### 뮤지컬
- 1996년: 《뮤지컬 新 춘향가》

### 신파극
- 1999년: 《MBC 신파극 며느리 설움》
- 1999년: 《MBC 신파극 아버님 전상서》

### 마당놀이
- 2001년: 《MBC 마당놀이 암행어사 졸도야!》

### 악극
- 2003년~2005년: 《악극 아씨》

### 텔레비전 드라마
- 2000년: MBC 《시트콤 세 친구》 ... 윤다훈의 작업녀인 판소리 명창 오정해 역으로 카메오 단역
- 2001년: KBS2 《천둥소리》 - 계생 역
- 2008년: MBC 드라마넷 《전처가 옆방에 산다》 - 나미녀 역

### 텔레비전 프로그램
- 1998년 EBS TV <어린이 국악교실>
- 2000년 SBS TV 《정겨운 우리가락》
- 2003년 KBS 2TV 《비타민》 - 게스트
- 2004년 광주 MBC TV 《오정해가 만난 사람》
- 2009년 SBS TV 《스타 주니어쇼 붕어빵》 - 게스트
- 2011년 목포MBC 《어영차 바다야》 - 출연, 성우
- 2015년 SBS TV 《백종원의 3대천왕》 - 게스트
- 2016년 EBS 1TV 《토크 쇼 부모 고수다》 - 게스트
- 2019년 MBN  매일방송 《모던 패밀리》 - 게스트
- 2022년 KBS 1TV 《아침마당》 (5월 29일 - 9152회) 화요초대석 <나를 만든 두 명의 어머니와 두 명의 아버지>

### 라디오 프로그램
- 2005년 KBS 제1FM 《FM 풍류마을》
- 2015년 EBS FM 《EBS 책 읽는 라디오 낭독 시리즈》
- 2016년 EBS FM 《라디오 행복한 교육 세상》 ... 게스트
- 2020년~ 국악방송《오정해가 전하는 엄마의 국악 달강달강 보관됨 2020-10-19 - 웨이백 머신》 진행 (월-일 17:40~18:00)

### 광고
- 1993년 롯데전자 롯데매니아
- 1994년 공익광고협의회 예절 공익광고
- 1994년 한겨레 한겨레21
- 1997년 새정치국민회의 기호 2번 김대중

## 수상 경력
- 1987년 동아국악콩쿠르 학생부 은상
- 1993년 제14회 청룡영화상 신인여우상 - 서편제
- 1993년 제13회 한국영화평론가협회상 신인여우상 - 서편제
- 1993년 제4회 이천춘사대상영화제 여우주연상 - 서편제
- 1993년 제31회 대종상 신인여우상 - 서편제
- 1994년 제1회 상해국제영화제 최우수 여우주연상 - 서편제
- 1995년 일본영화비평가협회상 최우수 여우주연상 - 서편제
- 1997년 제3회 한국뮤지컬대상 여우신인상
- 2007년 제29회 낭트국제영화제 여우주연상 - 천년학
- 2018년 방송통신위원회 방송대상 방송출연자상

## 같이 보기
- 박애리